# Bruno Monsaingeon
Bruno Monsaingeon (* 5. Dezember 1943 in Paris) ist ein französischer Geiger, Filmregisseur und Schriftsteller, der durch seine preisgekrönten Filme über bedeutende klassische Interpreten bekannt wurde. Vor allem seine Filmdokumentationen über die Pianisten Glenn Gould (Glenn Gould – L’Alchimiste) und Swjatoslaw Richter (Richter – L’Insoumis) gelten als einzigartige zeitgeschichtliche Zeugnisse, da beide Künstler sich wenig der Öffentlichkeit zuwandten und zuvor keine Interviews oder Einblicke in ihr Leben gestattet hatten.

## Leben
Im Jahr 1981 erschien in Paris Bruno Monsaingeons Buch über die französische Komponistin und Dirigentin Nadia Boulanger, welche als Kompositionslehrerin das Musikleben ihrer Zeit maßgeblich beeinflusste. Unter dem Titel Ich denke in Tönen. Gespräche mit Nadia Boulanger. erschien das Buch 2023 in deutscher Sprache.

### Filme
1996 realisierte Monsaingeon zusammen mit dem Alban-Berg-Quartett und dem Artemis Quartett den Dokumentarfilm Der Tod und das Mädchen. Ergänzend zu den Kammermusikproben zu Schuberts Streichquartett Nr. 14 d-Moll D 810 ist Dietrich Fischer-Diskau am Klavier und Julia Varady bei der Interpretation des Schubert-Lieds d-moll D 531 zu hören. Monsaingeon setzte die Zusammenarbeit mit dem Artemis Quartett fort und 2001 folgte die Veröffentlichung von Strings Attached und des 56-minütigen Konzertfilms The Artemis Quartet interprets Beethoven, Verdi and Webern. Stings Attached zeigt das Streichquartett bei der Erarbeitung von Beethovens Großer Fuge op. 133 B-Dur und bei Konzertreisen. Der Film wurde 2002 beim Festival of Art and Pedagogical Films (FIFAP) der UNESCO ausgezeichnet. 2001 entstand für die Warner Music Group der zweiteilige Dokumentarfilm The Art of Violin. Anhand von Archivaufnahmen und Interviews mit und von bedeutenden Violinvirtuosen und Nachwuchskünstlern gewährt Monsaingeon „gewohnt gelehrt und auf berührende Weise“ Einblicke in die Geigenwelt des 20. Jahrhunderts. 2000 würdigte Monsaingeon den Pianisten Francesco Libetta als eines der „bemerkenswertesten virtuosen Wunderkinder aller Zeiten“ und veröffentlichte 2003 dessen Recital vom Internationalen Piano Festival of La Roque d’Antherono 2002. Ebenfalls 2001 porträtiert Monsaingeon den polnischen Pianisten Piotr Anderszewski in Piotr Anderszewski plays Beethoven Diabelli Variations erstmals, 2008 folgte die Dokumentation Piotr Anderszewski: Unquiet Traveller und 2010 für das polnische Fernsehen Piotr Anderszewski plays Schumann. Auf dem Internationalen Festival für Audiovisuelle Programme Fipa (Fipa – Festival International de Programmes Audiovisuels) in Biarritz, Frankreich wurde Piotr Anderszewski: Unquiet Traveller mit dem Fipa d’Or in der Kategorie Performing Arts ausgezeichnet.
2003 lernte Monsaingeon den ukrainischen Geiger Waleri Sokolow kennen und widmete ihm ein 93-minütiges Porträt. Mittelpunkt des Films ist eine Konzertaufnahme vom September 2004 in Toulouse mit Werken von Beethoven, Saint-Saëns und Dvorák, ergänzt um Archivaufnahmen und Interviews. Ein Filmporträt über die ungarisch-deutsche Opern- und Konzertsängerin Julia Varady, in dem sich „Konzertaufnahmen und Interviewszenen mit den Unterrichtsstunden“ abwechseln, folgte 2007. Monsaingeon begleitete 2008 den französischen Pianisten und Dirigenten David Fray bei den Proben mit der Deutschen Kammerphilharmonie Bremen zu seiner ersten Plattenaufnahme, die zweistündige Dokumentation über den dirigierenden Pianisten wurden im Juni 2011 auf Arte ausgestrahlt.

### Musik
Monsaingeon transkribierte die Klarinettenstimmen von Mozarts Konzert in A-Dur KV 622 für Klavier. Das Werk wurde 2004 unter seinem Dirigat in Jekaterinburg mit dem Ural Philharmonic Orchestra und Boris Beresowski als Solisten uraufgeführt.
Monsaingeon lebt in Paris.

## Filmographie (Auswahl)
- 1974: Glenn Gould the Alchemist (Dokumentarfilm)
- 1980: Doppelporträt über Zoltán Kocsis und Dezső Ránki
- 1994: Yehudi Menuhin – Der Jahrhundertgeiger (Dokumentarfilm)
- 1995: Dietrich Fischer-Dieskau – Die Stimme der Seele (Dokumentarfilm)
- 1996: Der Tod und das Mädchen (Dokumentarfilm über das Alban Berg Quartett)
- 1998: Richter – Der Unbeugsame (Dokumentarfilm)
- 1998: David Oistrach – Artist of the People? (Dokumentarfilm)
- 2001: The Art of Violin (Dokumentarfilm über Violinvirtuosen des 20. Jahrhunderts)
- 2001: Strings Attached (Dokumentarfilm über das Alban Berg Quartett und das Artemis Quartett)
- 2001: The Artemis Quartet interprets Beethoven, Verdi and Webern (Konzertfilm)
- 2001: Piotr Anderszewski plays Beethoven Diabelli Variations (Dokumentarfilm)
- 2003: Francesco Libetta performs works by Strauss, Liszt and Saint-Saëns (Konzertfilm)
- 2004: Verbotene Noten – Musikleben in der Sowjetunion (Dokumentarfilm)
- 2004: Valeriy Sokolov – Natural Born Fiddler (Dokumentarfilm)
- 2006: Glenn Gould – Hereafter (Dokumentarfilm)
- 2006: Glenn Gould plays Bach (Trilogie, bestehend aus den Dokumentarfilmen The Question of Instruments, An Art of the Fugue und dem Konzertfilm The Goldberg Variations)
- 2007: Julia Varady. Song of Passion – a documentary
- 2008: Notes Interdites. (The Red Baton und Gennadi Rozhdestvensky: Conductor or Conjuror?)
- 2008: Swing, sing & think – David Fray records Bach (Dokumentarfilm)
- 2008: Piotr Anderszewski: Unquiet Traveller (Dokumentarfilm)
- 2009: Grigory Sokolov – Live in Paris (Konzertfilm)
- 2010: Piotr Anderszewski plays Schumann (Dokumentarfilm)
- 2013: The Bruno Monsaingeon Edition Vol. 1: Dietrich Fischer-Dieskau
- 2014: The Bruno Monsaingeon Edition Vol. 2: Yehudi Menuhin
- 2014: Maurizio Pollini – De main de maitre (Dokumentarfilm)
- 2016: The Bruno Monsaingeon Edition Vol. 3: Richter / Rozhdestvensky
- 2017: Mstislaw Rostropowitsch: Der ungezähmte Bogen (Dokumentarfilm)

## Bücher
- Bruno Monsaingeon: Mademoiselle: Entretiens avec Nadia Boulanger. Éditions Van de Velde, Paris 1980, ISBN 978-2-85868-068-9. (französisch). Deutsche Übersetzung von Joachim Kalka: Ich denke in Tönen. Gespräche mit Nadia Boulanger. Berenberg-Verlag 2023, ISBN 978-3-949203-50-3.
- Bruno Monsaingeon (Hrsg.): Le Dernier puritain. Texte von Glenn Gould. Fayard, Paris 1983, ISBN 978-2-213-01352-7. (französisch)
- Bruno Monsaingeon (Hrsg.): Contrepoint à la ligne. Texte von Glenn Gould. Fayard, Paris 1985, ISBN 978-2-213-01657-3. (französisch)
- Bruno Monsaingeon (Hrsg.): Non, je ne suis pas du tout un excentrique. Texte von Glenn Gould. Fayard, Paris 1986, ISBN 978-2-213-01815-7. (französisch)
- Bruno Monsaingeon: Richter, Ecrits et Conversations. Verlage Éditions Van de Velde, Paris, Actes Sud, Arles und Arte Editions, Straßburg 1998, ISBN 978-2-7427-1981-5 (französisch). Übersetzung Anne Feichtner von Ian, Swjatoslaw Richter: Mein Leben, meine Musik. Staccato Verlag, Düsseldorf 2015, ISBN 978-3-932976-27-8.
- Bruno Monsaingeon:  Passion Menuhin: L’album d’une vie. Éditions Textuel, Paris 2000, ISBN 978-2-909317-96-0. (französisch)
- Bruno Monsaingeon (Hrsg.): Journal d’une crise und Correspondance de concert. Tagebucheintragungen und Korrespondenz Glenn Goulds aus den Jahren 1977-8. Fayard, Paris 2002, ISBN 2-213-61374-5. (französisch)

## Auszeichnungen (Auswahl)

### Preise
- 1999: Prix Pelléas, Paris[13]
- 1998: Royal Philharmonic Society Award in der Kategorie Radio, Television, Video für Richter – Der Unbeugsame[14]
- 2001: Grand prix audiovisuel der Akademie Charles Cros für The Art of Violin[15]
- 2009: FIPA d’Or (Festival International de Programmes Audiovisuels in Biarritz) in der Kategorie Performing Arts für Piotr Anderszewski: Unquiet Traveller[16]
- 2016: Cremona Music Award in der Kategorie Communication[17]
- 2019: Prix du Meilleur Portrait für Mstislaw Rostropowitsch: Der ungezähmte Bogen beim Festival International du Film sur l’Art in Montreal[18]

### Ehrungen
- 2007: Ehrendoktorwürde des New England Conservatory of Music[19]
- 2018: IMZ-EBU Lifetime Achievement Award[20]
- 2018: Prix d’Honneur beim Festival international du livre d’art et du film in Perpignan, Frankreich[21]